# Robyn Carr
Robyn Carr (Saint Paul; 25 de julio de 1951) es una autora estadounidense. Es la escritora de la serie de libros Virgin River y ha escrito más de cincuenta novelas. Sus novelas han estado en la lista de los más vendidos del New York Times, incluidos títulos como The Hero . 
También es productora ejecutiva de las adaptaciones televisivas de Virgin River —titulada como Un lugar para soñar en España— y Sullivan's Crossing .

## Biografía
Carr estudió enfermería en la universidad. Se casó con su novio de la secundaria justo antes de que él se fuera a la Fuerza Aérea de los EE. UU . como piloto de helicóptero durante la Guerra de Vietnam . Carr siguió a su nuevo marido de base en base y, como no permanecieron en ningún lugar por mucho tiempo, no pudo seguir su carrera de enfermería. Cuando un embarazo difícil la obligó a descansar, Carr recurrió a las novelas románticas para distraerse. Pronto decidió escribir sus propias novelas.
Desde entonces, Carr ha publicado docenas de novelas románticas históricas y contemporáneas, una novela de suspenso, una obra de no ficción, cuentos, artículos e incluso escribió varios guiones que aún no se han vendido. Carr también organiza "Carr Chats" mensuales en la Biblioteca Paseo Verde en Henderson, Nevada, donde entrevista a otros autores.
Además de Virgin River, su serie de novelas Sullivan's Crossing también se adaptó a la serie dramática de televisión Sullivan's Crossing, que se estrenó en 2023. 

### Novelas independientes
- Chelynne (1980)
- Blue Falcon (1981)
- Bellerose Bar (1982)
- Braeswood Tapestry (1985)
- The Troubadour's Romance (1985)
- By Right of Arms (1986)
- The Bellerose Bargain (1986)
- The Everlasting Covenant (1987)
- Tempted (1987)
- Rogue's Lady (1988)
- Informed Risk (1989)
- Woman's Own (1990)
- The Armstrong Women (1990)
- Mind Tryst (1992)
- The House on Olive Street (2000)
- The Wedding Party (2002)
- Blue Skies (2004)
- Runaway Mistress (2005)
- Never Too Late (2006)
- Four Friends (2014)
- Swept Away (2016) [Originally Published as 'Runaway Mistress']
- The Life She Wants (2016)
- The Summer That Made Us (2017)
- A Summer in Sonoma (2018)
- The Garden Party (2019)
- The View from Alameda Island (April 30, 2019)
- Sunrise on Half Moon Bay 2020
- A Family Affair (2022)

### Grace Valley
1. Deep in the Valley (2001)
2. Just Over the Mountain (2002)
3. Down by the River (2003)

### Virgin River
1. Virgin River (2007)
2. Shelter Mountain (2007)
3. Whispering Rock (2007)
4. A Virgin River Christmas (2008)
5. Second Chance Pass (2009)
6. Temptation Ridge (2009)
7. Paradise Valley (2009)
8. Under the Christmas Tree (In the anthology That Holiday Feeling) (2009)
9. Forbidden Falls (2010)
10. Angel's Peak (2010)
11. Moonlight Road (2010)
12. Sheltering Hearts (2010) [A Virgin River novella]
13. Midnight Confessions (In the anthology Midnight Kiss) (2010)
14. Promise Canyon (2011)
15. Wild Man Creek (2011)
16. Harvest Moon (2011)
17. Bring Me Home for Christmas (2011)
18. Hidden Summit (2012)
19. Redwood Bend (2012)
20. Sunrise Point (2012)
21. My Kind of Christmas (2012)
22. Return to Virgin River (2020)

### Thunder Point
1. The Wanderer (2013)
2. The Newcomer (2013)
3. The Hero (2013)
4. The Chance (2014)
5. The Promise (2014)
6. The Homecoming (2014)
7. One Wish (2015)
8. A New Hope (2015)
9. Wildest Dreams (2015)

### Sullivan's Crossing
1. What We Find (2016)
2. Any Day Now (2017)
3. The Family Gathering (2018)
4. The Best of Us (January 8, 2019)
5. The Country Guesthouse (2020)

### General
- To Mother with Love: Way Home / Backward Glance / So This Is Love (1993) (con Linda Howard y Cheryl Reavis)
- That Holiday Feeling: Silver Bells / The Perfect Holiday / Under the Christmas Tree (2009) (con Debbie Macomber y Sherryl Woods)
- Midnight Kiss: Midnight Confessions / Midnight Surrender / Midnight Assignment (2010) (con Jean Brashear y Victoria Dahl)
- 'Tis the Season: Under the Christmas Tree / Midnight Confessions (2014)
- Home to You: Virgin River / When Lightning Strikes (2017) (con Brenda Novak)
- All I Want for Christmas: A Virgin River Christmas / Under the Christmas Tree (2018)

### No ficción
- Practical Tips for Writing Popular Fiction (1993)

### Antologías que contienen historias de Robyn Carr
- David Copperfield's Beyond Imagination (1996)

### Cuentos cortos
- "Natasha's Bedroom" (1996)